# Torre de Ozmín
La torre de Ozmín, también llamada de Gozmín o Guzmín, es una antigua atalaya de origen nazarí ubicada en los linderos del Cortijo Ros (Galera, provincia de Granada). Su nombre proviene del rey Muhammed X de Granada, apodado «el cojo», que realizó la última restauración de las fronteras de su reino antes de caer en manos cristianas.
Tiene una planta ligeramente rectangular y fue construida con piedra de la zona, trabada con yeso basto. No obstante, del mismo modo se advierten algunos materiales romanos (como algunos fragmentos de tégulas).

## Historia

### Primeros asentamientos
Durante el neolítico, la región en la cual se erige la atalaya estuvo poblada; prueba de ello es que, apenas a 400 metros, se encuentra un túmulo funerario, saqueado en una época desconocida. No obstante, con la llegada de los musulmanes, los antiguos asentamientos fueron abandonados y dieron paso a nuevos, como Galira (la actual Galera)
Durante la época nazarí, toda la zona norte de la provincia de Granada sirvió de frontera entre musulmanes y cristianos. Fue por ello que los primeros construyeron una serie de atalayas y torres que permitieran su defensa. Así pues, esta atalaya data de esa etapa histórica, más exactamente del siglo XIII.
Se tiene poca información de los períodos posteriores a la conquista cristiana, sin embargo, se sabe que fue reforzada en siglo XVI. Fue declarada bien de interés cultural el 25 de junio de 1985 por la ley 16/85.

## Descripción
Se trata se una estructura de planta ligeramente rectangular, de 2,50 por 2,58 metros. Solo se conservan 4 metros, que representa la parte maciza de la torre. La cara oeste se encuentra bastante degradada a causa del viento, mientras que en la cara sur se puede observar una oquedad producida por el hombre. Su interior está relleno de piedra unida con una argamasa con abundante cal.